# La Pine
La Pine es una ciudad ubicada en el condado de Deschutes en el estado estadounidense de Oregón. En el año 2000 tenía una población de 5.799 habitantes y una densidad poblacional de 753.8 personas por km².

## Geografía
La Pine se encuentra ubicada en las coordenadas 43°43′9″N 121°31′41″O / 43.71917, -121.52806.

## Demografía
Según la Oficina del Censo en 2000 los ingresos medios por hogar en la localidad eran de $29,859, y los ingresos medios por familia eran $33,938. Los hombres tenían unos ingresos medios de $30,457 frente a los $20,186 para las mujeres. La renta per cápita para la localidad era de $15,543. Alrededor del 13.2% de la población estaban por debajo del umbral de pobreza.